# Szürkehasú legyezőfarok
A szürkehasú legyezőfarok (Rhipidura albolimbata) a madarak osztályának verébalakúak (Passeriformes) rendjébe és a legyezőfarkú-félék (Rhipiduridae) családjába tartozó faj.

## Rendszerezése
A fajt Tommaso Salvadori olasz ornitológus írta le 1874-ben, Rhipidura albo-limbata néven.

## Alfajai
- Rhipidura albolimbata albolimbata (Salvadori, 1874) - Új-Guinea északi és keleti része
- Rhipidura albolimbata lorentzi (Oort, 1909) - Új-Guinea középső része  [2]

## Előfordulása
Új-Guinea szigetén, Indonézia és Pápua Új-Guinea területén honos. Természetes élőhelyei a szubtrópusi vagy trópusi síkvidéki és hegyi esőerdők és szavannák, valamint vidéki kertek. Állandó, nem vonuló faj.

## Megjelenése
Testhossza 15 centiméter, testtömege 9–11 gramm.

## Életmódja
Rovarokkal táplálkozik.

## Természetvédelmi helyzete
Az elterjedési területe nagy, egyedszáma pedig stabil. A Természetvédelmi Világszövetség Vörös listáján nem fenyegetett fajként szerepel.